# Giuseppe Vasi

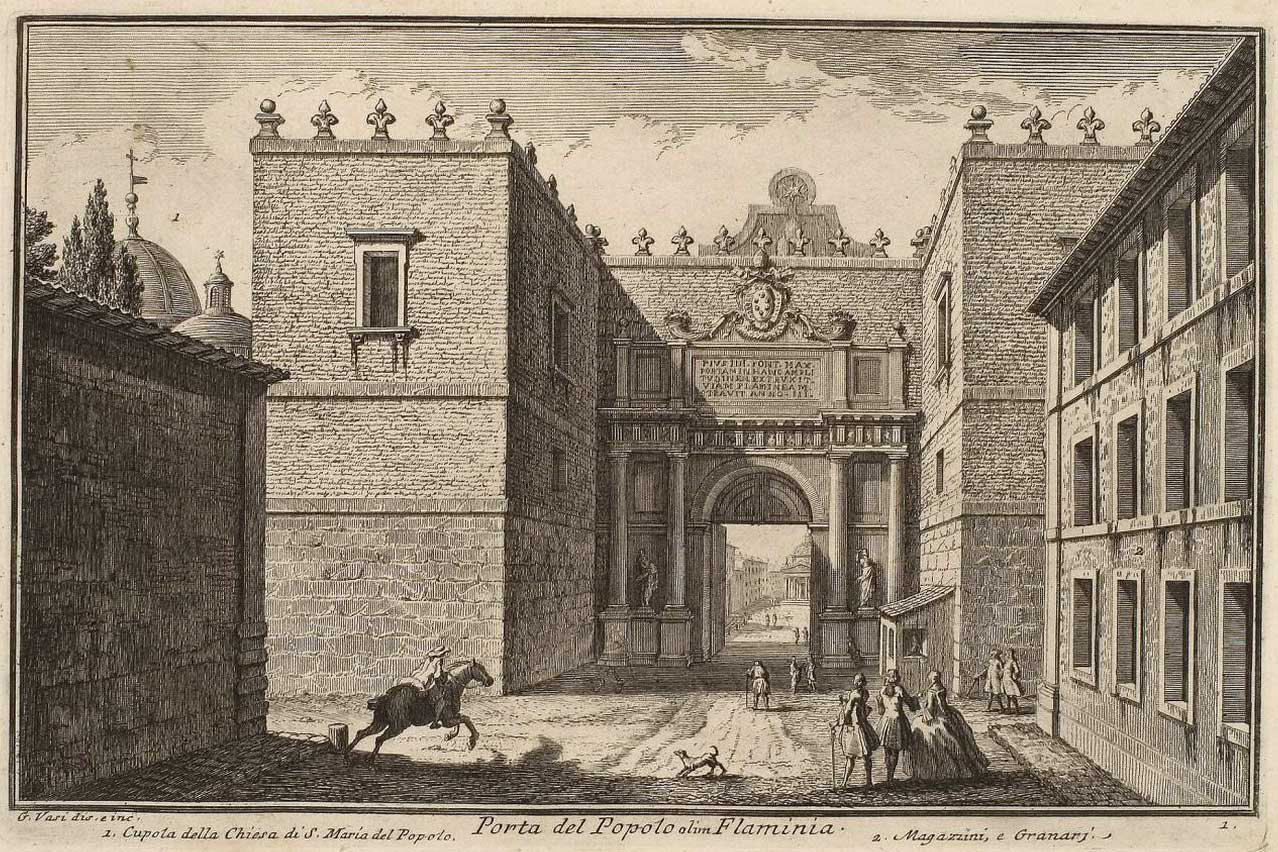
Giuseppe Vasi: Porta del Popolo; Grafik aus Buch I – Le Porte e le Mura di Roma von 1747

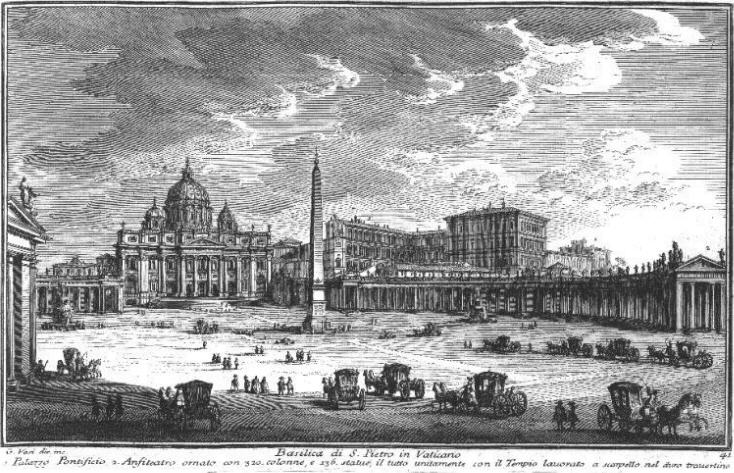
Giuseppe Vasi: Der Petersdom; Grafik aus Buch IV – Le Basiliche e Chiese antiche 1753

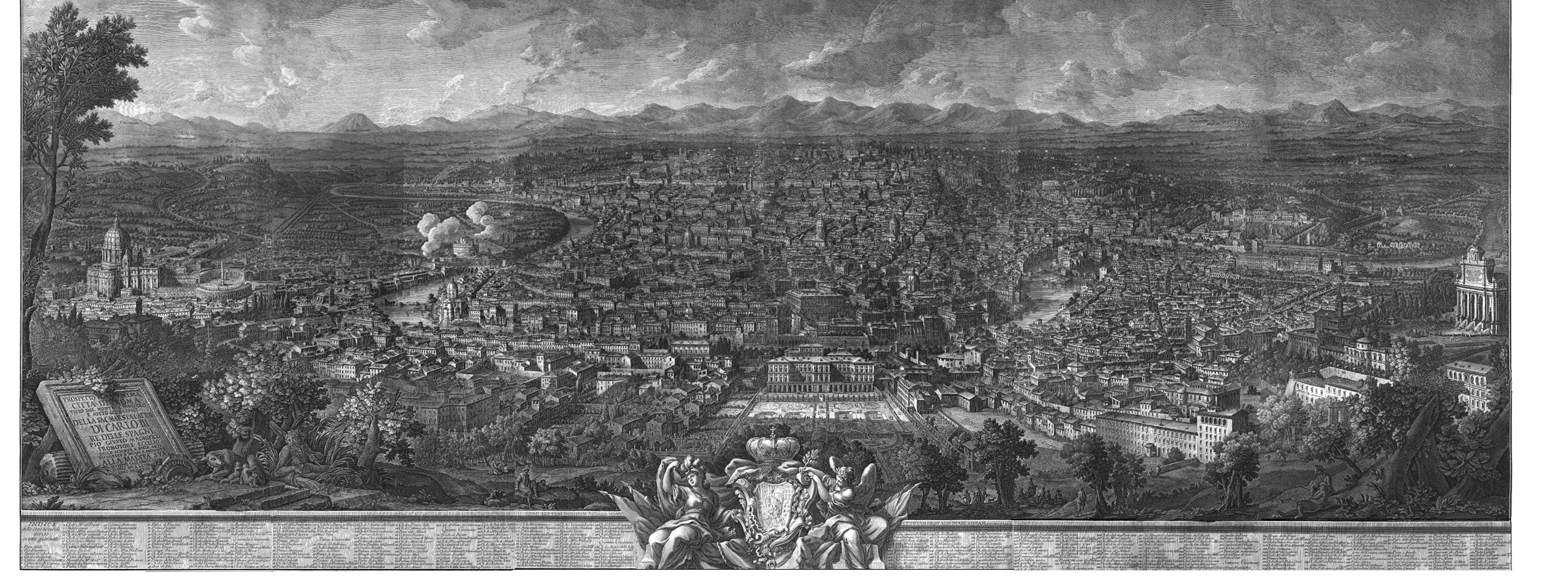
Giuseppe Vasi: Prospetto d. alma città di Roma ... (2,3 MB!)

Giuseppe Vasi (* 27. August 1710 in Corleone auf Sizilien; † 16. April 1782 in Rom) war ein italienischer Grafiker und Vedutenstecher.

## Leben
Vasi war in Rom Schüler von Sebastiano Conca, Pier Leone Ghezzi und Filippo Juvarra.
Zwischen 1746 und 1761 veröffentlichte Vasi 10 Bände mit 240 Grafiken der römischen Monumente. Zu dieser Zeit näherte sich die barocke Phase Roms ihrem Ende, so dass man hier von einer Bestandsaufnahme sprechen kann.
Zu seinen Schülern zählte Giovanni Battista Piranesi, der sich jedoch nach kurzer Zeit mit ihm überwarf. Während sich Piranesi ausführlicher mit den Ruinen des antiken Roms beschäftigte, war das Ziel Vasis eine Darstellung des Roms seiner Zeit. Von der Ausbildung her selber Architekt war er in der Lage, die Monumente Roms in allen Details genau darzustellen.

## Werke
Die Bücher Vasis, die man durchaus als einen Reiseführer zu den Denkmälern Roms bezeichnen kann, sind thematisch geordnet:
- Buch I – Le Porte e le Mura di Roma – 1747 (Tore und Mauern)
- Buch II – Le Piazze principali con obelischi, colonne ed altri ornamenti – 1752 (Die Plätze)
- Buch III – Le Basiliche e Chiese antiche (Basiliken und alte Kirchen)
- Buch IV – I Palazzi e le vie più celebri – 1754 (Paläste und berühmte Strassen)
- Buch V – I Ponti e gli edifici sul Tevere – 1754 (Brücken und Gebäude am Tiber)
- Buch VI – Le Chiese parrocchiali – 1756 (Die Pfarreikirchen)
- Buch VII – I Conventi e case dei chierici regolari – 1756 (Die Mönchsklöster)
- Buch VIII – I Monasterj e conservatori di donne – 1758 (Die Nonnenklöster)
- Buch IX – I Collegi, Spedali e luoghi pii – 1759 (Kollegien, Hospitäler und fromme Gebäude)
- Buch X – Le Ville e giardini più rimarchevoli – 1761 (Villen und Gärten)
- Itinéraire instructif de Rome en faveur des étrangers, qui souhaitent connoitre les ouvrages de peinture, de sculpture & d’architecture, & tous les monumens antiques & modernes de cette ville. Cinquième Edition. Band 1. Editeur Mariani Vasi. Impr. de Luis Perego Salvioni; Rom 1786 (archive.org).
- Delle Magnificenze di Roma 10 Bände 1747–1761 Druckausgabe in 5 Bänden 1786, ca. (vasi.uoregon.edu Courtesy of the Getty Research Institute).

Der faszinierende Überblick über Rom in der Mitte des 18. Jahrhunderts fand seinen Höhepunkt im 102,5 × 261,5 cm großen Rom-Panorama von 1765 mit dem Titel: Prospetto d. alma città di Roma visto dal monte Ginicolo e sotto gli auspici della sac. Maestà catto. di Carlo III re delle Spagne ….
incisione all’acquaforte. Dieses zeigt die Stadt Rom gesehen vom Gianicolo aus.